# Tillmann von Solignac

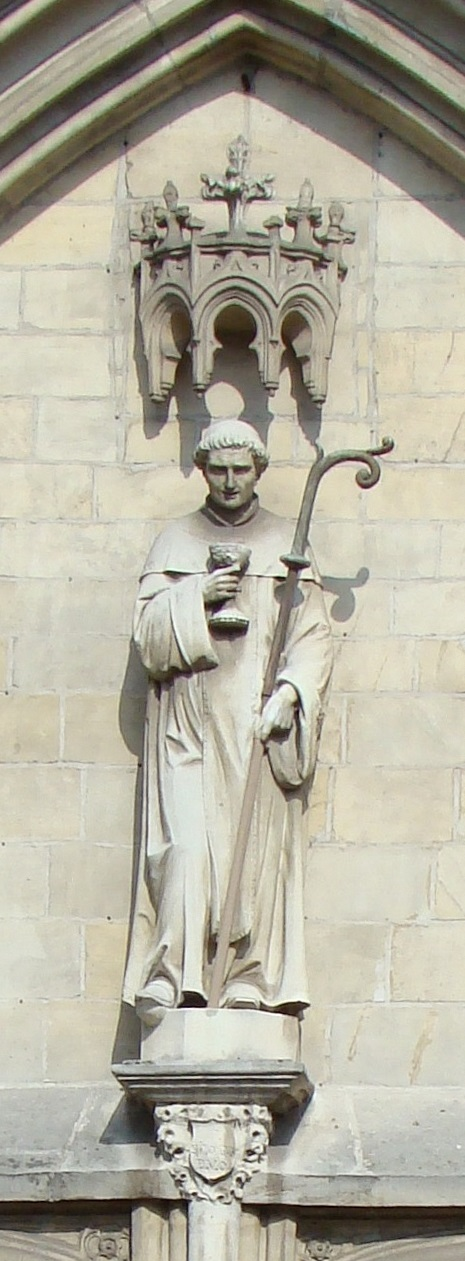
Portalfigur des hl. Tillmann an der Sint-Tillokerk in Izegem

Der heilige Tillmann (auch Tillo, in Deutschland Thielmann, in Frankreich Theau; * 608 in Westfalen; † 7. Januar 702 in Solignac) wirkte als Priester in Tournai und zog sich lange Zeit als Einsiedler  zurück. Sein Festtag ist der 7. Januar.

## Leben
Tillmann stammte wohl aus Westfalen in Altsachsen und hatte demzufolge heidnische Eltern. Bereits als Knabe zwangsweise über Flandern in das Fränkische Reich gebracht, wurde er vom heiligen Eligius in Paris gekauft, getauft und den Mönchen von Solignac (Solemniacum) im Limousin zur weiteren Erziehung übergeben. Zum Priester geweiht, wirkte er von Tournai aus, der alten merowingischen Residenz vor 487, weit in die Niederlande und in seine alte Heimat Deutschland hinein. Nach dem Tod des heiligen Eligius am 1. Dezember 659 ging er für eine längere Zeit in die Einsamkeit nach Brajeac bei Mauriac in der Auvergne. Er soll die heiligen Brüder Ewaldi um 691 bei Dortmund begraben haben. Seine eigene Todesstunde im hohen Alter von fast 94 Jahren wusste er voraus, denn er schickte einen Boten zum Bischof Hermenus (Ermenon) von Limoges, der dann zur rechten Zeit erschien, um Tillmann zu beerdigen. An seinem Grab trauerten 300 Schüler.

## Patron
Der hl. Tillmann ist Patron der Kinder, die schwer gehen lernen. Er wird auch gegen Kinderkrankheiten und Fieber angerufen.

## Namensherkunft
Tillmann bedeutet „der taugliche Mann“.